# Campionati del mondo di ciclismo su strada 2001 - Gara in linea maschile Elite
La gara in linea maschile Elite dei Campionati del mondo di ciclismo su strada 2001 è stata corsa il 14 ottobre 2001 in Portogallo, nei dintorni di Lisbona, su un percorso di 12,1 km da ripetere 21 volte, per un totale di 254,1 km. La gara fu vinta dallo spagnolo Óscar Freire con il tempo di 6h07'21" alla media di 41,503 km/h, completarono il podio l'italiano Paolo Bettini e lo sloveno Andrej Hauptman terzo.
Partenza con 171 ciclisti, dei quali 94 completarono la gara.

## Squadre e corridori partecipanti
| N.      | Cod. | Squadra       |
| ------- | ---- | ------------- |
| 1-3     | LAT  | Lettonia      |
| 4-11    | POL  | Polonia       |
| 12-23   | ESP  | Spagna        |
| 24-35   | ITA  | Italia        |
| 36-47   | DEU  | Germania      |
| 48-59   | SUI  | Svizzera      |
| 60-65   | AUS  | Australia     |
| 66-70   | USA  | Stati Uniti   |
| 71-83   | NLD  | Paesi Bassi   |
| 84-94   | BEL  | Belgio        |
| 95-99   | SVN  | Slovenia      |
| 100     | SWE  | Svezia        |
| 101-104 | GBR  | Gran Bretagna |
| 105-116 | FRA  | Francia       |
| 117-124 | DEN  | Danimarca     |
| 125-126 | EST  | Estonia       |
| 127-128 | LTU  | Lituania      |

| N.      | Cod. | Squadra         |
| ------- | ---- | --------------- |
| 129-130 | RSA  | Sudafrica       |
| 131-132 | COL  | Colombia        |
| 133     | BUL  | Bulgaria        |
| 134     | NOR  | Norvegia        |
| 135-139 | KAZ  | Kazakhistan     |
| 140-141 | MDA  | Moldavia        |
| 142     | MEX  | Messico         |
| 143-144 | HUN  | Ungheria        |
| 145-147 | CZE  | Repubblica Ceca |
| 148-150 | AUT  | Austria         |
| 151-160 | RUS  | Russia          |
| 161-164 | PRT  | Portogallo      |
| 165     | HKG  | Hong Kong       |
| 166-168 | UKR  | Ucraina         |
| 169-170 | CAN  | Canada          |
| 171-172 | NZL  | Nuova Zelanda   |

## Ordine d'arrivo (Top 10)
| Pos. | Corridore          | Squadra     | Tempo    |
| ---- | ------------------ | ----------- | -------- |
| 1    | Óscar Freire       | Spagna      | 6h07'21" |
| 2    | Paolo Bettini      | Italia      | s.t.     |
| 3    | Andrej Hauptman    | Slovenia    | s.t.     |
| 4    | Erik Dekker        | Paesi Bassi | s.t.     |
| 5    | Erik Zabel         | Germania    | s.t.     |
| 6    | Piotr Wadecki      | Polonia     | s.t.     |
| 7    | Giuliano Figueras  | Italia      | s.t.     |
| 8    | Gennadij Michajlov | Russia      | s.t.     |
| 9    | Tomáš Konečný      | Rep. Ceca   | s.t.     |
| 10   | Beat Zberg         | Svizzera    | s.t.     |